# Agatis nowozelandzki
Agatis nowozelandzki, soplica kauri, soplica południowa, soplica australijska (Agathis australis) – gatunek drzewa z rodziny araukariowatych. Występuje na Wyspie Północnej w Nowej Zelandii. 

## Morfologia
PokrójOkazałe drzewo, osiągające do 50 m wysokości.
LiścieNa młodych pędach podłużnie jajowate, na dojrzałych eliptyczne, siedzące.

## Zastosowanie
Surowiec drzewnyDrewno służyło do wyrobu łodzi, kapliczek. Jest też wykorzystywane do wyrobu gitar.
Inne zastosowaniaDrzewa dostarczają cenionej żywicy zwanej kopal kauri. Po wysuszeniu i spaleniu służyła jako barwnik do tatuaży.